# Angel Lucido Cambas
Le colonel Angel Lucido Cambas fut commandant des troupes libérales lors de l'expédition du Mexique au XIXe siècle.
Élevé en France dans une famille appartenant à la haute bourgeoisie, il se retrouva officier pour combattre l'armée française. C'est à ce titre qu'il sauva la vie des derniers survivants du combat de Camerone en commandant à ses hommes de ne pas les achever et en leur jurant de les traiter dignement et de soigner leurs blessés.